# Brutalisme (arquitectura)

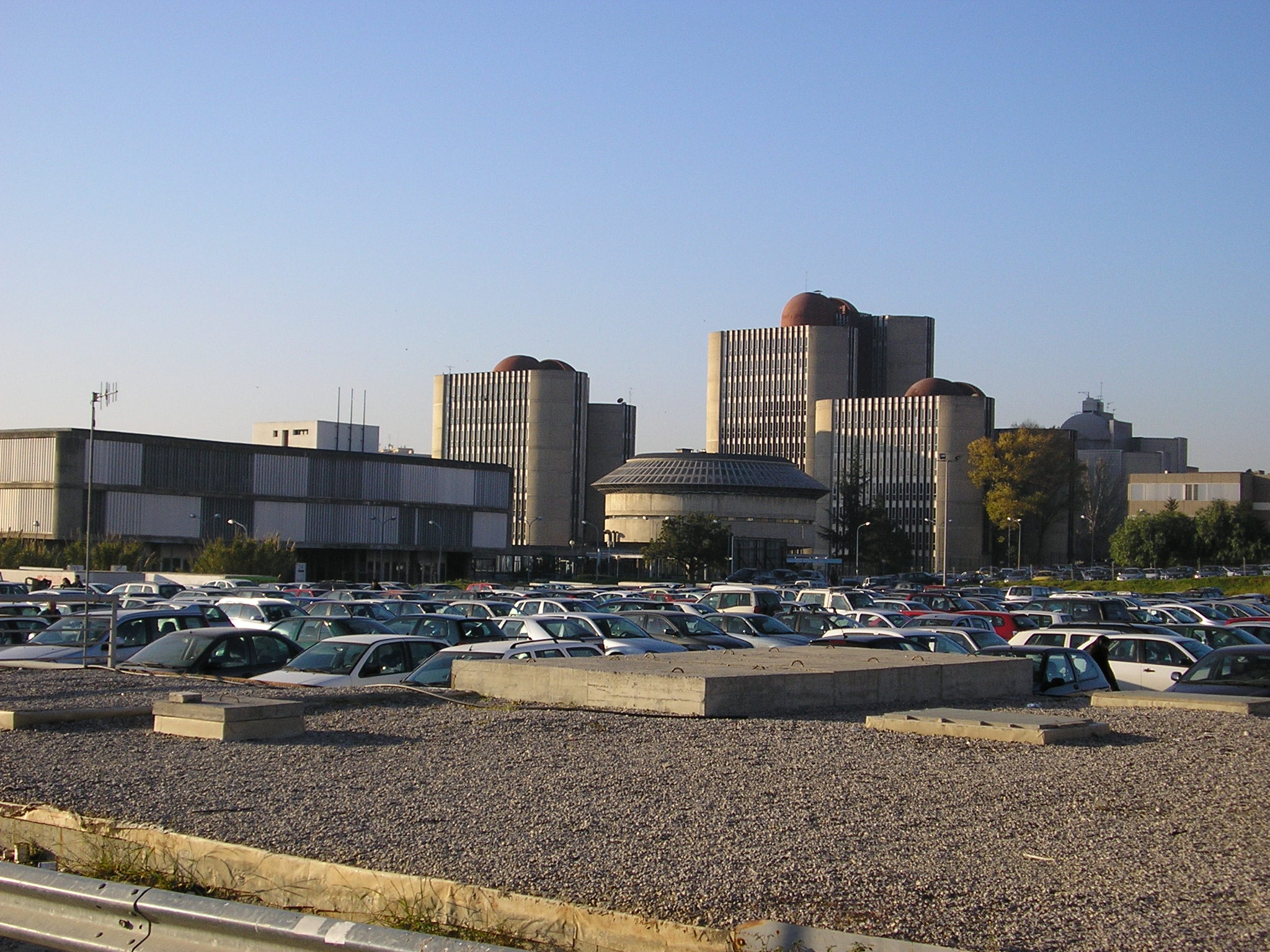
Antiga facultat d'història i geografia de la Universitat de Barcelona.

El brutalisme és un estil arquitectònic típic de les dècades del 50 al 70 del segle xx. Es caracteritza per la construcció de grans edificis com universitats, hospitals i administracions públiques, però també d'habitatges familiars. Els materials que hi predominen són el ciment i el formigó.

## Origen
El terme "brutalista" va ser utilitzat per primera vegada per Hans Asplund en una carta a Eric de Maré i que aquest va publicar a la revista anglesa The Architectural Review. Aquest terme ràpidament va ser introduït a Anglaterra com a vocabulari habitual en grups com l'Architectural Association o l'Architect's Departament del London Country Council.

## Característiques
El brutalisme és una nova arquitectura sorgida després de la Segona Guerra Mundial i que no es basa en estils arquitectònics anteriors sinó que sorgeix com a resultat directe d'un sentiment de vida, que els habitants de la casa la tornessin a sentir seva.
Els primers indicis d'aquesta arquitectura foren inspirats pels treballs de l'arquitecte suís Le Corbusier, el seu treball de la Unité d'Habitation és considerat el primer edifici brutalista. A Londres els exponents d'aquest moviment van ser els germans Alison i Peter Smithson amb la construcció de la Miesian School a Hunstanton.
Els edificis de Le Corbusier es caracteritzen per l'espai continu, la utilització del color blanc i els tons terrosos i la mobilitat de les parets segons la voluntat del propietari. Junt amb Le Corbusier el treball de Ludwig Mies van der Rohe també és fonament del brutalisme amb les estructures i superfícies absolutes.
Els edificis estan compostos de grans estructures en forma de bloc, elements geomètrics i simètrics, formes repetitives, i ciment amb falta total d'ornaments. A més, els elements estructurals de l'edificació mai no s'amaguen, fins i tot s'exageren i es ressalten. També destaca la grandària dels edificis respecte als construïts anteriorment.

## Exemples
L'edifici per excel·lència del brutalisme és la Unité d'Habitation de Le Corbusier, realitzat el 1952 a Marsella. Es poden trobar exemples d'aquest estil per tot Europa i els Estats Units d'Amèrica.
| NOM                        | ANY     | ARQUITECTE                     | LLOC      |
| -------------------------- | ------- | ------------------------------ | --------- |
| Torres Blancas             | 1964-68 | Francisco Javier Sáenz de Oiza | Madrid    |
| Torre de València          | 1973    | Javier Carvajal Ferrer         | Madrid    |
| Seu del Col·legi de Metges | 1974    | Rafael de la Hoz               | Sevilla   |
| Walden 7                   | 1975    | Ricard Bofill                  | Barcelona |
| La Fàbrica                 | 1975    | Ricard Bofill                  | Barcelona |

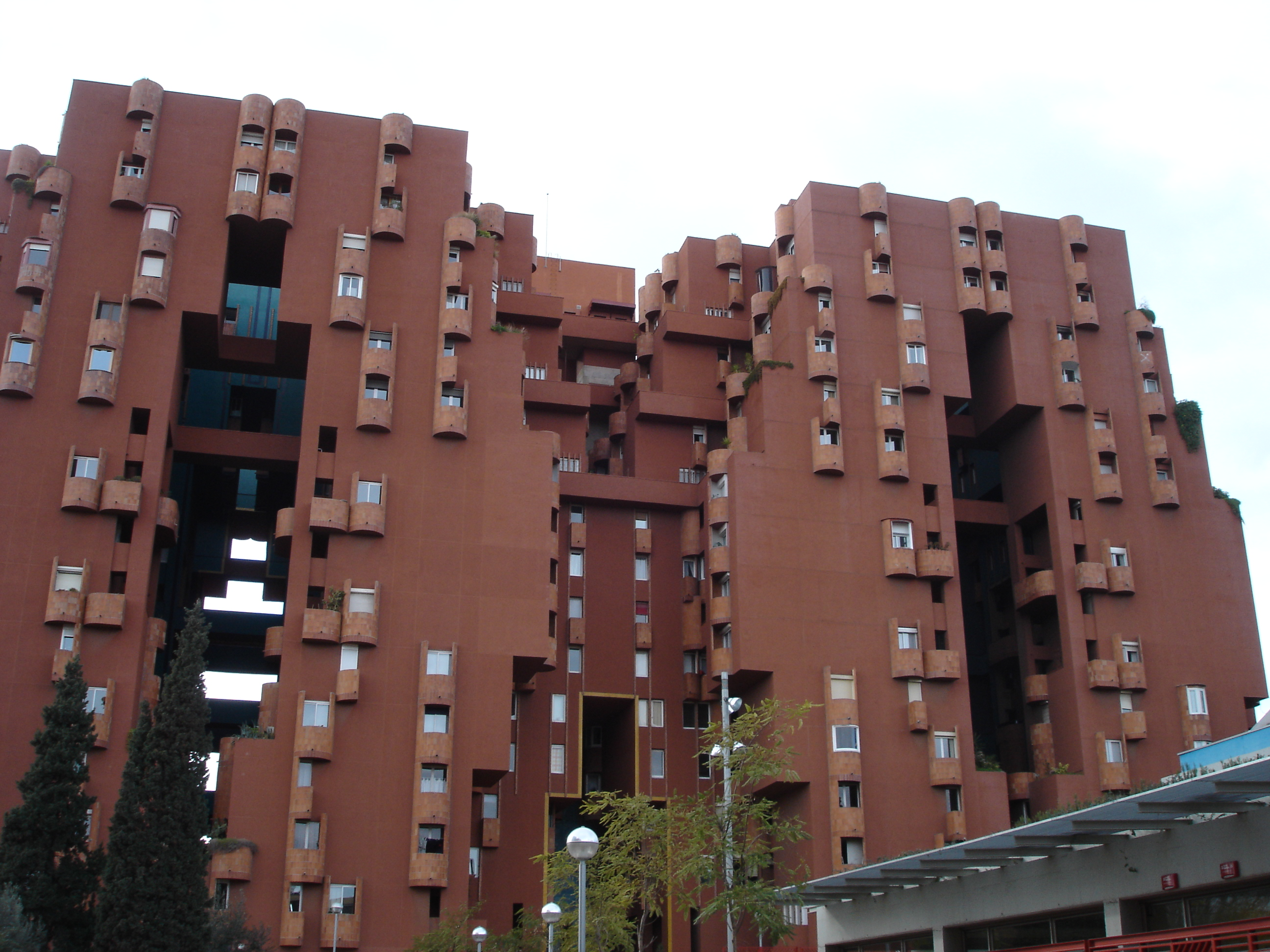
Walden 7

A la ciutat de Barcelona n'hi ha més exemples, entre els més significatius: l'antiga facultat de Geografia i Història de la Universitat de Barcelona; l'Hospital de Bellvitge; o La Campana, l'edifici de la prefectura Provincial de Trànsit; la nova seu de la Filmoteca de Catalunya.

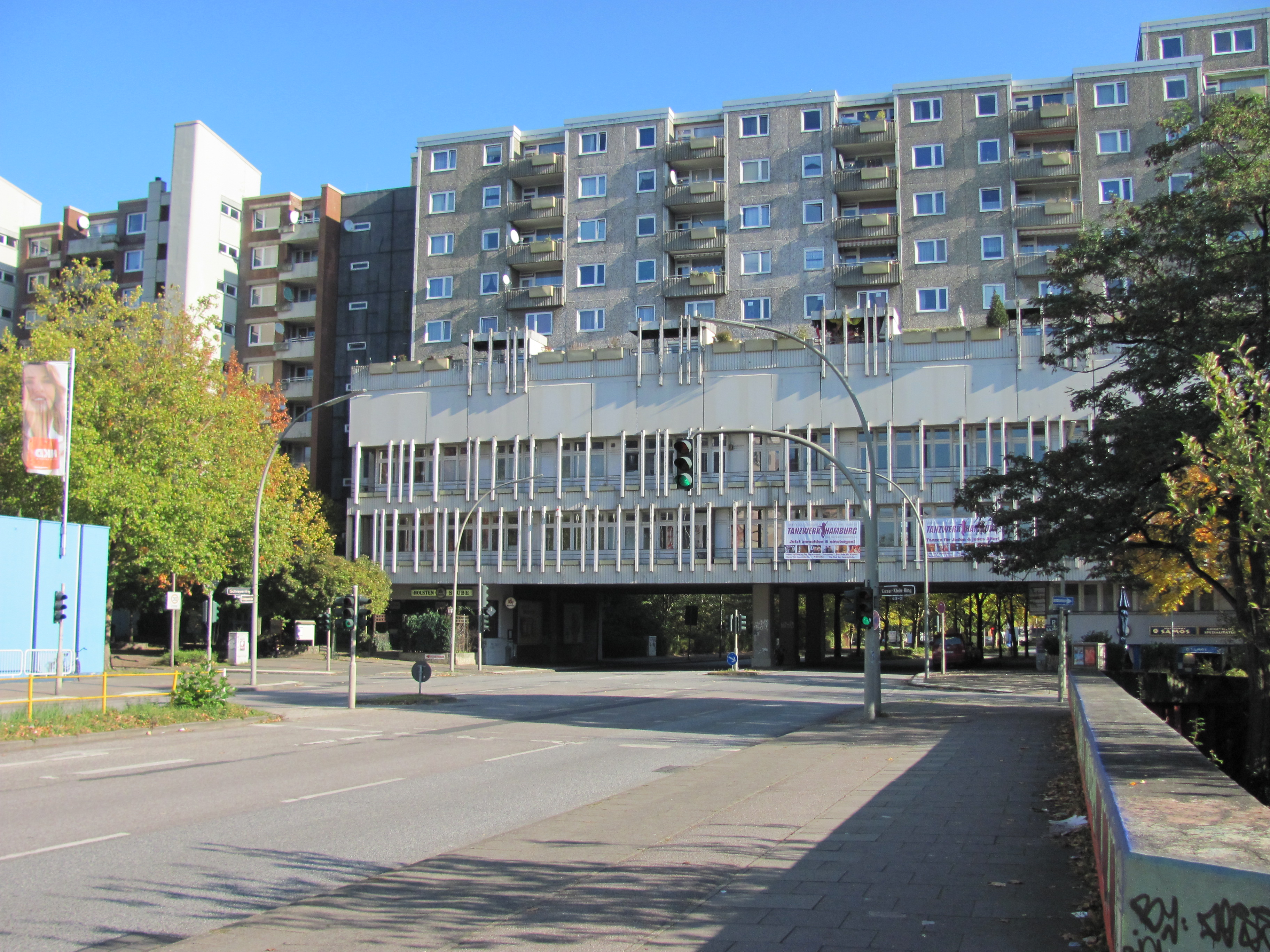
El «Penyal dels simis» (Affenfelsen) al carrer Gründgensstraße del barri de Steilshoop (Hamburg-Alemanya)

| NOM                                  | ANY     | ARQUITECTE                    | LLOC            |
| ------------------------------------ | ------- | ----------------------------- | --------------- |
| La Tourette                          | 1956-60 | Le Corbusier                  | Eveux (França)  |
| Parlament Nacional de Bangladesh     | 1961-80 | Lous Kahn                     | Bangladesh      |
| Habitat 67                           | 1967    | Moshe Safdie                  | Canadà          |
| Trellick Tower                       | 1972    | Ernö Goldfinger               | Londres         |
| Edifici J. Edgar Hoover              | 1975    | Charles F. Murphy i associats | Washington D.C. |
| Museu d'Art Modern de Rio de Janeiro | 1953    | Affonso Eduardo Reidy         | Rio de Janeiro  |

## Neobrutalisme
El brutalisme inicialment es coneix com a nou brutalisme. Cal no confondre'ls amb el neobrutalisme, una tendència emergent en el disseny digital que s'inspira en el moviment brutalista de les dècades de 1950 i 1960. El neobrutalisme es caracteritza per l'ús de formes geomètriques asimètriques, tipografia moderna i colors vibrants d'alt contrast. A diferència del brutalisme original, el neobrutalisme incorpora elements subtils de suavitat, color i textura, creant una estètica contemporània més refinada. Aquest enfocament busca destacar en el paisatge digital actual, oferint una alternativa a les estètiques altament polides i sovint uniformes que dominen el disseny web contemporani